# Медаль Изера

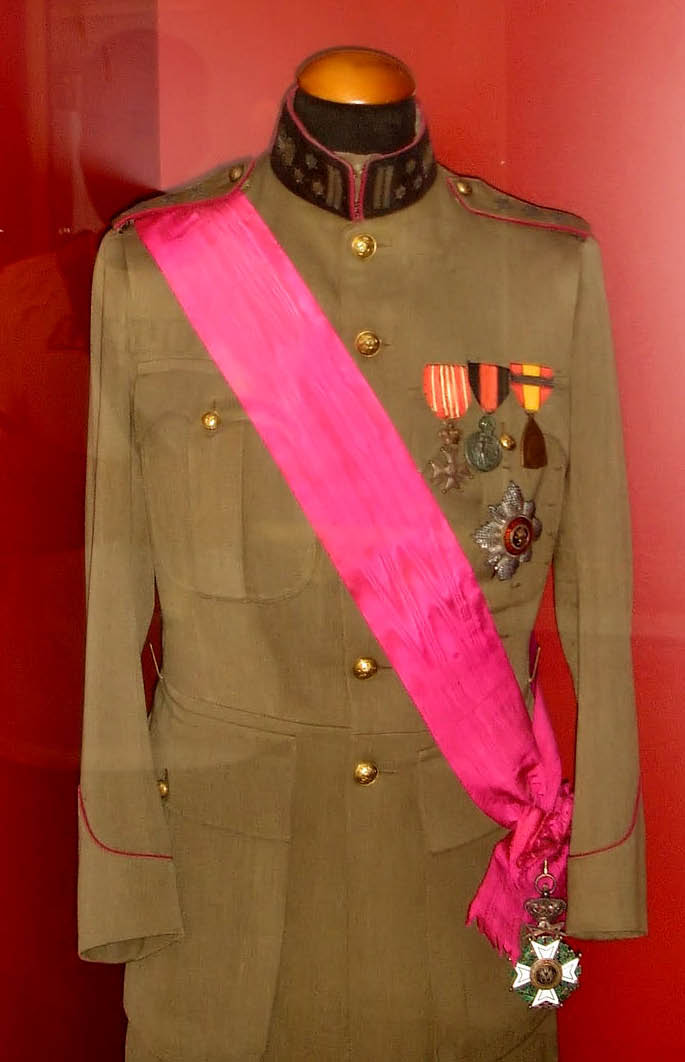
Униформа Альберта I с медалью Изера

Медаль Изера (фр. Médaille de l'Yser, нидерл. Medaille van de IJzer) — бельгийская награда Первой мировой войны, учреждённая 18 октября 1918 года как знак отличия за выдающиеся заслуги во время битвы на Изере 1914 года, в которой бельгийская армия остановила немецкое наступление на Бельгию.

## Условия награждения
Медалью были награждены военнослужащие бельгийских вооруженных сил, которые входили в состав армии, сражавшейся на реке Изер в период с 17 по 31 октября 1914 года, и доказали, что достойны этой награды. Медалью также могли быть награждены иностранные граждане, военнослужащие союзных вооруженных сил, принимавшие участие в битве при Изере. Медаль также могла быть вручена посмертно.
Медаль Изера носилась на левой стороне груди, а при наличии других наград Бельгии помещалась сразу после Военного креста.

## Описание награды
Медаль Изера представляла собой круг диаметром 35 мм, отчеканенный из бронзы и увенчанный зелёным эмалированным медальоном меньшего диаметра. 
На аверсе изображён обнаженный мужчина в шлеме с копьем, приказывающий немецким войскам остановиться. Справа от него рельефная надпись в три строки «17-31/OCT/1914». В эмалированном медальоне рельефная надпись «YSER». 
На реверсе рельефное изображение левого бока ревущего раненого льва, лежащего на берегу реки Изер со стрелой в левом плече, под львом рельефная надпись "YSER", в медальоне — бельгийская королевская корона над рельефной буквой «А» — монограммой короля Альберта.
Медаль подвешивалась на кольце через подвесную петлю к красной шёлковой муаровой ленте с широкими чёрными краевыми полосами. Красный цвет обозначает пролитую кровь, черный — траур.

## Крест Изера
Медаль Изера была заменена Крестом Изера (фр. Croix de l'Yser, нидерл. Kruis van de IJzer) в 1934 году. Крест имел такой же дизайн, что и медаль, с такими же аверсом и реверсом, за исключением того, что он был в форме тамплиерского креста. 
Крест был выпущен в качестве замены более ранней медали после подачи её получателем заявления и уплаты определённой суммы. Как следствие, было выпущено их относительно небольшое количество, поскольку немногие ветераны хотели обменивать свою медаль, и ещё меньше было желающих за это доплачивать. Медаль Изера и крест Изера нельзя было носить вместе, они были взаимоисключающими. Несмотря на то, что они были выпущены с той же черно-красной лентой, что и медаль Изера, многие фламандские получатели выбирали неофициальную черно-жёлтую ленту, идентифицирующую их как бельгийцев, говорящих на голландском языке.